# Wayanga
 (avril 2023).
Wayanga, est une ONG française loi de 1901 à but non lucratif créée en 2002, par l'anthropologue Émilie Barrucand. Wayanga œuvre auprès des peuples autochtones pour la protection de leur patrimoine culturel et de leurs langues, pour la défense de leurs droits et pour la protection des forêts tropicales atlantique et amazonienne au Brésil.
Wayanga a aussi pour objectifs de sensibiliser à l'importance de protéger l'environnement et au besoin urgent de soutien des peuples autochtones pour continuer à protéger les forêts et leur patrimoine culturel, et informe sur leur rôle de protecteurs des forêts, de la biodiversité et de la Planète.
En Europe, Wayanga met en place des programmes pédagogiques auprès des jeunes pour les sensibiliser à ces questions.
Wayanga œuvre depuis 2002 auprès des Indiens Kayapo et Paresi d’Amazonie et depuis 2018 auprès des Indiens Guarani de la Vallée « do Ribeira », dans l’état de Sao Paulo.
La terre des Indiens Kayapo s’étale sur 11,5 millions d’hectares, ce qui représente 3 fois la superficie de la Suisse recouverte de forêt amazonienne, et celle des Paresis s’étale sur 1.118.918 hectares.
Les Guaranis protègent également une grande surface de forêt tropicale appelée « Mata Atlantica » qui est également fortement menacée.

## Ambassadeurs de Wayanga
Ses ambassadeurs sont : Nicolas Hulot, Diane von Fürstenberg (styliste américaine, présidente du “Council of Fashion Designers of America”), le comédien Grégori Dérangère, l’actrice Maud Buquet, le chanteur Reynald, Marion Cotillard et Guillaume Canet.